# Jonas Lelis
Jonas Lelis (geb. 5. Juli 1914 in Skaistgirys; gest. 31. Dezember 2011 in Vilnius) war ein litauischer Dermatologe, Venerologe und Hochschullehrer. Er gilt als Erstbeschreiber des nach ihm benannten Lelis-Syndroms.
Lelis beendete 1933 die Schule in Panevėžys und studierte von 1933 bis 1939 an der Vytautas-Magnus-Universität Medizin. Danach praktizierte er in Šakiai, Panevėžys,
Akmenė und Ylakiai. Von 1946 bis 1957 arbeitete Lelis am Institut für Haut- und Geschlechtskrankheiten Vilnius, ab 1948 war er dessen Direktor. Darüber hinaus war er leitender Mediziner des Gesundheitsministeriums. Von 1948 bis 1993 setzte er seine wissenschaftliche Karriere als Dozent an der Medizinischen Fakultät der Universität Vilnius fort und wurde dort zum Professor berufen. Lelis verfasste mehr als 300 wissenschaftliche Artikel.